# Mariakapel (Rankhove)

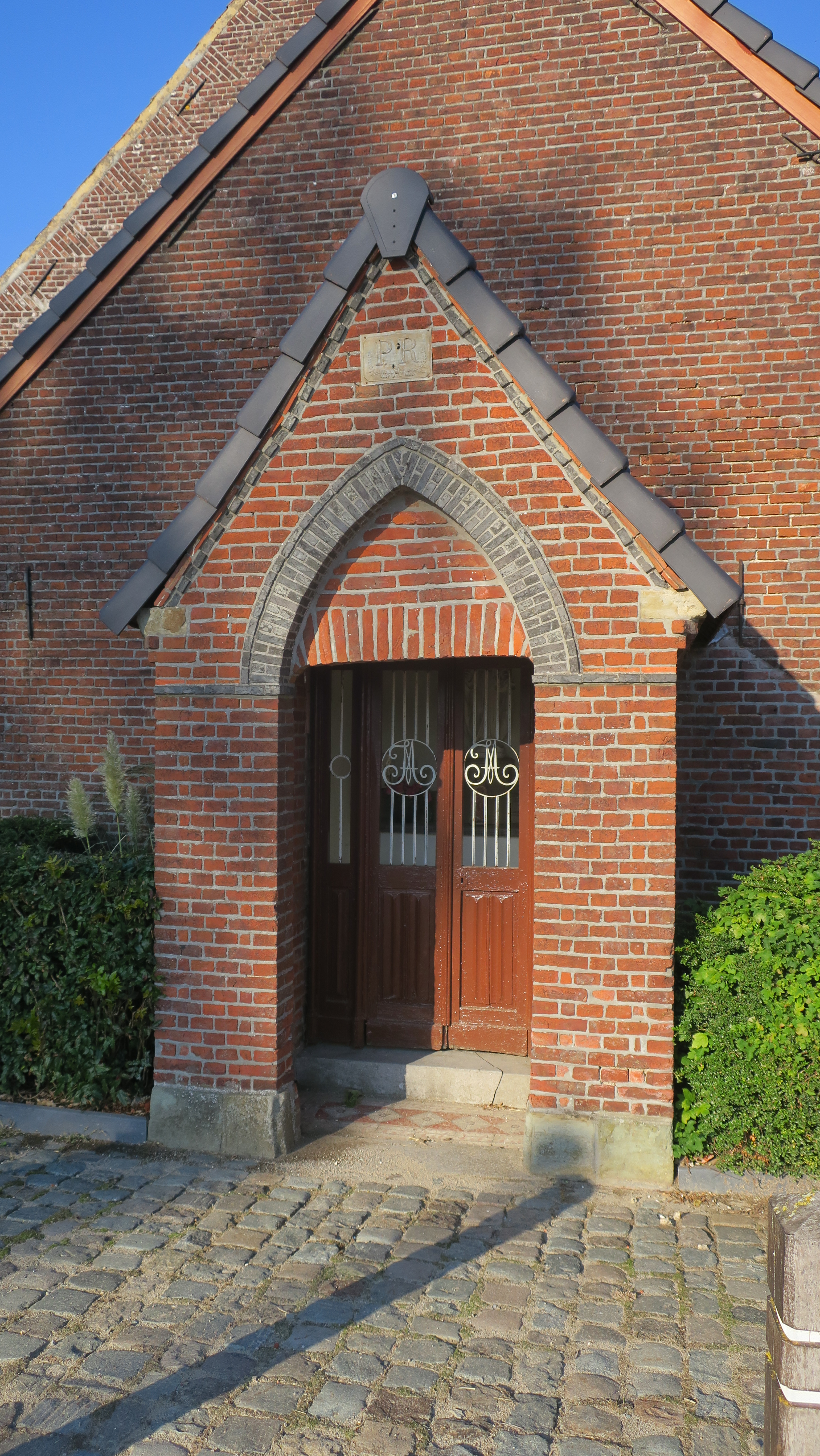
Vooraanzicht Mariakapel Rankhove. Foto: Anne-Mie Havermans

De Mariakapel, toegewijd aan de H. Maria, is gebouwd tegen een schuur van de achterliggende hoeve gelegen op de kruising van de Lindestraat en de Rankhove in Kokejane, een gehucht van de Vlaams-Brabantse gemeente Herne.

## Historiek
De oorsprong van de hoeve dateert vermoedelijk uit de eerste helft van de 18e eeuw want het gebouw staat al ingetekend op zowel de Villaretkaart als de Ferrariskaart. De hoeve heeft doorheen de jaren verschillende uitbreidingen meegemaakt en wellicht is de huidige kapel hier onderdeel van. Vermoedelijk is de kapel toegevoegd tijdens het interbellum. 

## Architectuur

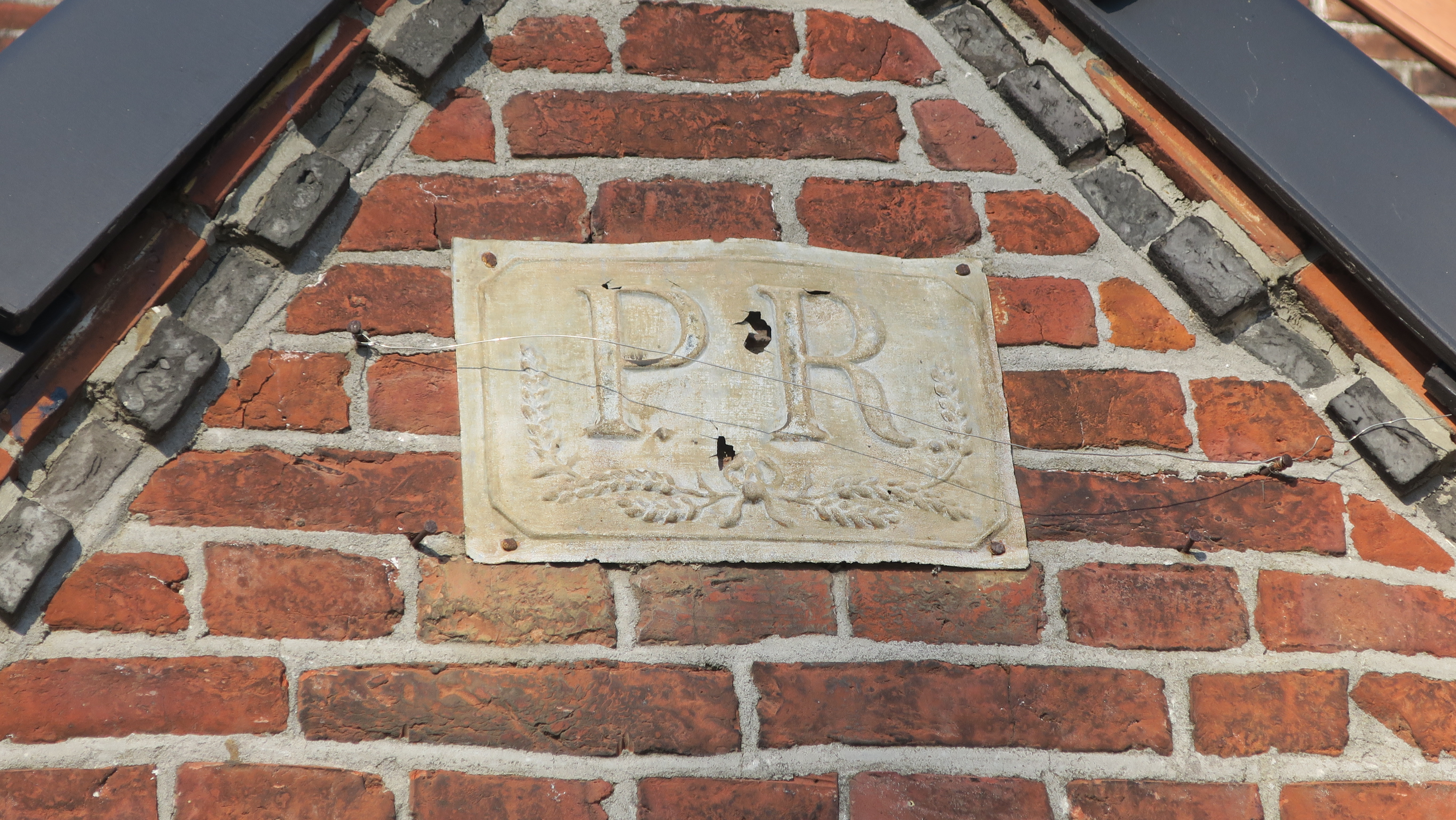
Opschrift Mariakapel Rankhove. Foto: Anne-Mie Havermans

Zowel het exterieur als het interieur zijn met zorg uitgewerkt en in een goede staat. De kapel is opgetrokken in een rode baksteen met kruisverband en heeft decoratieve accenten in zowel rode als zwarte baksteen. In de voorgevel is de spitsboog, boven de ingang van de kapel, uitgewerkt in een zwarte steen en de puntgevel is afgewerkt met een bloktandlijst in diezelfde steen. In de zijgevels is de kroonlijst uitgewerkt met een muizentand fries in rode baksteen. Op de puntgevel is ook een metalen bordje terug te vinden met de initialen P.R. Oorspronkelijk was het dak bedekt met rode dakpannen. In 2022 werd het dak vernieuwd met antracietkleurige dakpannen.   
Opvallend aan de kapel is de originele, verfraaide deur die het altaar afschermt. Het is een vierdelige deur waarvan het onderste gedeelte is afgewerkt met briefpanelen en het bovenste gedeelte is afgewerkt met ijzeren spijlen. In de middelste deurvleugels zit een cirkel verwerkt met een Mariamonogram.  

### Interieur

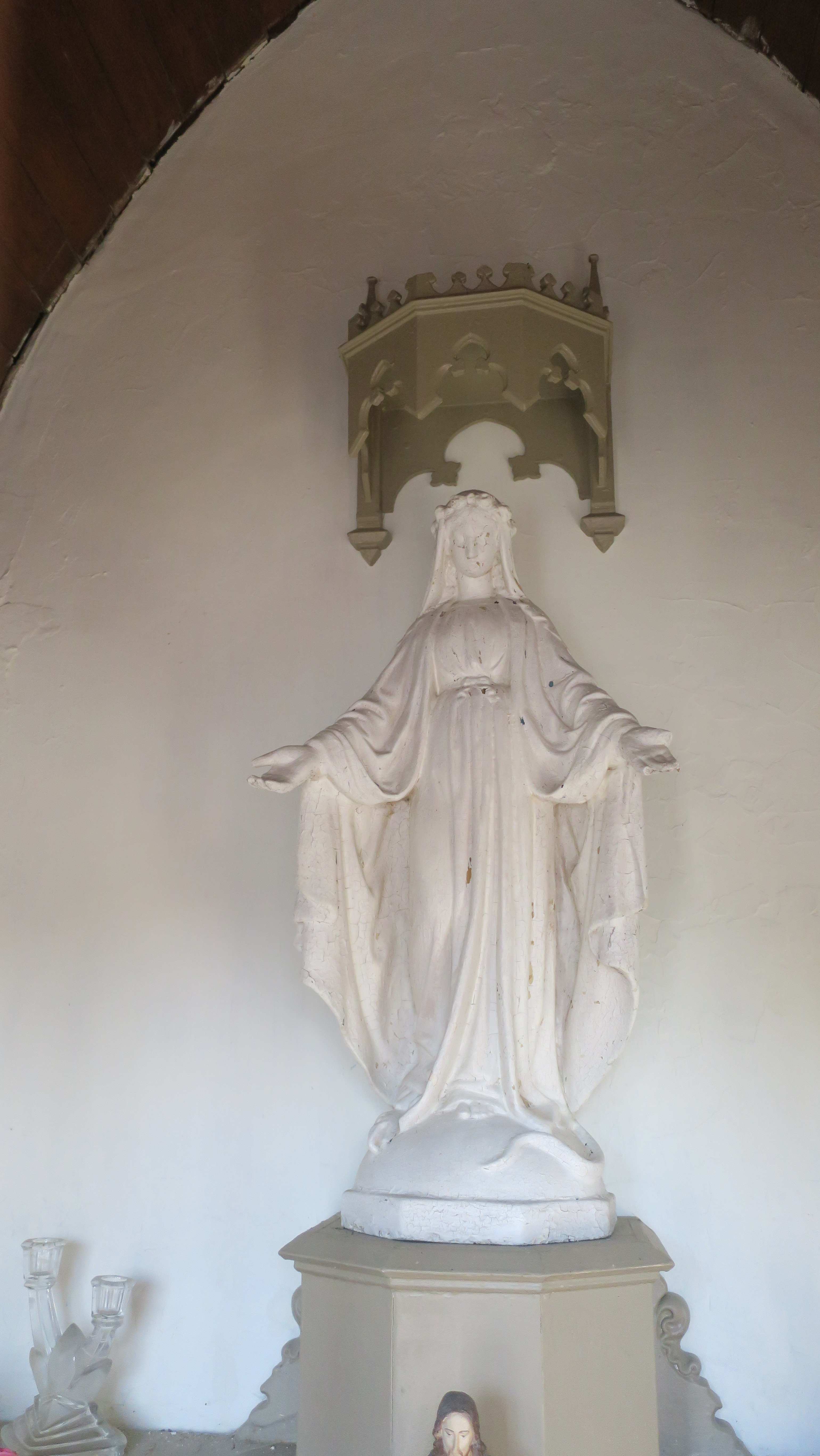
Detail interieur Mariakapel Rankhove. Foto: Anne-Mie Havermans.

Het plafond is afgewerkt met een houten beplanking. Op het sierlijk houten altaar staat een beeld van Onze-Lieve-Vrouw die wordt bekroond door een baldakijn. Het betreedbare gedeelte van de kapel heeft kleurrijke vloertegels met een geometrisch motief.  